# 石州和紙
石州和紙（せきしゅうわし）は、島根県の西部、石見地方で製造される和紙である。重要無形文化財、伝統的工芸品、ユネスコ無形文化遺産（石州半紙）の指定を受けている。

## 概要
紙質は強靱でありながら肌触りは柔らかく、その紙質から障子紙として多く用いられていた。しかし近年は家屋建築の構造の変化により障子紙が用いられることが少なくなったため、文化財修理、書道や賞状の用紙、石見神楽の面や蛇胴など様々な用途に用いられるようになっている。JR西日本の豪華観光列車「TWILIGHT EXPRESS 瑞風」ではランプシェードに採用された。
現在は島根県浜田市三隅町を中心に製造されている。工房は4件あり、石州和紙協同組合にて紹介されている。

## 原料
主原料
- 楮（こうぞ）
- 三椏（みつまた）
- 雁皮（がんぴ）

補助材料
- トロロアオイ

など

## 歴史
慶雲、和銅の頃（704年 - 715年頃）、柿本人麻呂が石見国の民に紙漉きの技術を伝えたと言われている。その後、紙漉きの技術は石見国中に伝わり、延長5年（927年）に編纂された『延喜式』にも産紙国42カ国のうちの一つとして石見国が記載されている。
鎌倉時代頃より石見国を二分する勢力であった吉見氏と益田氏はそれぞれの領地で製紙を活発に行い、その紙が中央に流通していた。江戸時代に入ってからは津和野・浜田両藩において徹底した紙専売制を行い、石州和紙の中で特に石州半紙の名は広く知られた。
初期は紙の大きさや材料は様々であった。江戸時代に入って材料、大きさともに統一されるようになり、生産性が飛躍的に向上した。
1894年（明治27年）には6,377戸を数えるほどであった和紙製造も太平洋戦争の戦中戦後にかけて急速に衰えた。先人から代々伝わってきた技術を守るために石州和紙協同組合が設立され、1969年に重要無形文化財、1989年に伝統的工芸品の指定を受けた。2009年にはユネスコの無形文化遺産に登録された。

## ブータン王国との技術交流
1980年代の前半、ブータン王国では上質な紙が不足しており、その多くを海外からの輸入に頼っていた。そこで日本の優秀な手漉き和紙の技術を取り入れ自国で生産する紙の質を向上するべく日本に協力要請がなされた。
1986年にブータン王国より三隅町（現浜田市）に技術研修員を受け入れて以来ブータン王国に手漉き機材を贈るなどの交流が進められた。一時交流は途絶えていたが、ブータン国王来日後、改めて交流が再開している。